# Kanumarathon-Weltmeisterschaften 2021
Die 28. Kanumarathon-Weltmeisterschaften fanden vom 30. September bis 3. Oktober 2021 im rumänischen Pitești statt. Der austragende Verband war die ICF.
Eigentlich waren die 28. Weltmeisterschaften im Jahr 2020 im norwegischen Bærum geplant, mussten aber wegen der Covid-Pandemie abgesagt werden.
Die Länge der Strecke betrug je nach Wettbewerb 3,9 km, 15,4 km, 26,2 km oder 29,8 km.
Es wurden sechs Wettbewerbe für Männer und fünf Wettbewerbe für Frauen ausgetragen. 

## Medaillengewinner

### Herren

#### Canadier
| Disziplin     | Gold                                       | Zeit         | Silber                                | Zeit         | Bronze                             | Zeit         |
| ------------- | ------------------------------------------ | ------------ | ------------------------------------- | ------------ | ---------------------------------- | ------------ |
| C1            | Ungarn Balázs Adolf                        | 2:02:58,08 h | Ungarn Marton Kover                   | 2:03:07,70 h | Ukraine Denys Dawydow              | 2:06:05,98 h |
| C1 Short Race | Ungarn Balázs Adolf                        | 16:04,23 min | Polen Mateusz Borgiel                 | 16:08,41 min | Tschechien Jakub Březina           | 16:12,45 min |
| C2            | Spanien Manuel Antonio Campos Diego Romero | 1:56:34,94 h | Polen Mateusz Zuchora Mateusz Borgiel | 1:56:44,68 h | Ungarn Marton Kover Marton Horvath | 1:57:11,80 h |

#### Kajak
| Disziplin     | Gold                                  | Zeit         | Silber                            | Zeit         | Bronze                                      | Zeit         |
| ------------- | ------------------------------------- | ------------ | --------------------------------- | ------------ | ------------------------------------------- | ------------ |
| K1            | Dänemark Mads Pedersen                | 2:03:38,96 h | Spanien Iván Alonso               | 2:04:03,61 h | Frankreich Stéphane Boulanger               | 2:05:29,31 h |
| K1 short race | Portugal José Ramalho                 | 14:19,85 min | Dänemark Mads Pedersen            | 14:23,13 min | Spanien Iván Alonso                         | 14:28,59 min |
| K2            | Frankreich Quentin Urban Jérémy Candy | 1:59:03,21 h | Ungarn Adrián Boros Tamás Erdélyi | 1:59:04,30 h | Frankreich Cyrille Carré Stéphane Boulanger | 1:59:04,85 h |

### Damen

#### Canadier
| Disziplin     | Gold                   | Zeit         | Silber                | Zeit         | Bronze                | Zeit         |
| ------------- | ---------------------- | ------------ | --------------------- | ------------ | --------------------- | ------------ |
| C1            | Ukraine Ljudmyla Babak | 1:21:01,53 h | Belarus Wolha Klimawa | 1:22:40,47 h | Ungarn Zsófia Kisbán  | 1:22:56,90 h |
| C1 short race | Ukraine Ljudmyla Babak | 18:32,93 min | Ungarn Zsófia Kisbán  | 18:46,71 min | Belarus Wolha Klimawa | 19:11,79 min |

#### Kajak
| Disziplin     | Gold                                 | Zeit         | Silber                                  | Zeit         | Bronze                                  | Zeit         |
| ------------- | ------------------------------------ | ------------ | --------------------------------------- | ------------ | --------------------------------------- | ------------ |
| K1            | Ungarn Vanda Kiszli                  | 2:05:14,38 h | Ungarn Zsófia Czéllai-Vörös             | 2:05:17,44 h | Vereinigtes Königreich Lizzie Broughton | 2:05:18,09 h |
| K1 short race | Ungarn Vanda Kiszli                  | 16:11,11 min | Vereinigtes Königreich Lizzie Broughton | 16:14,95 min | Serbien Kristina Bedeč                  | 16:16,37 min |
| K2            | Ungarn Emese Kohalmi Eszter Rendessy | 1:55:07,23 h | Spanien Tania Fernández Tania Álvarez   | 1:55:12,29 h | Südafrika Jenna Ward Saskia Hockly      | 1:55:21,68 h |

## Medaillenspiegel
| Rang   | Nation                 | Gold | Silber | Bronze | Gesamt |
| ------ | ---------------------- | ---- | ------ | ------ | ------ |
| 1      | Ungarn                 | 5    | 4      | 2      | 11     |
| 2      | Ukraine                | 2    | 0      | 1      | 3      |
| 3      | Spanien                | 1    | 2      | 1      | 4      |
| 4      | Dänemark               | 1    | 1      | 0      | 2      |
| 5      | Frankreich             | 1    | 0      | 2      | 3      |
| 6      | Portugal               | 1    | 0      | 0      | 1      |
| 7      | Polen                  | 0    | 2      | 0      | 2      |
| 8      | Belarus                | 0    | 1      | 1      | 2      |
| 8      | Vereinigtes Königreich | 0    | 1      | 1      | 2      |
| 10     | Serbien                | 0    | 0      | 1      | 1      |
| 10     | Tschechien             | 0    | 0      | 1      | 1      |
| 10     | Südafrika              | 0    | 0      | 1      | 1      |
| Gesamt | Gesamt                 | 11   | 11     | 11     | 33     |